# ستيفن جاي شامبرلن
ستيفن جاي شامبرلن (بالإنجليزية: Stephen J. Chamberlin)‏ هو عسكري أمريكي، ولد في 23 ديسمبر 1889 في سبرينغ هيل في الولايات المتحدة، وتوفي في 23 أكتوبر 1971 في شاطئ نيوبورت في الولايات المتحدة.